# (9759) 1991 NE7
A (9759) 1991 NE7 a Naprendszer kisbolygóövében található aszteroida. Henri Debehogne fedezte fel 1991. július 12-én.